# ジャッキー・シルバ
ジャッキー・シルバとして知られるジャケリネ・ルイーズ・クルス・シウバ（Jacqueline ("Jackie") Louise Cruz Silva、女性、1962年2月13日 - ）は、ブラジルの元インドア・ビーチバレーボール選手である。アトランタオリンピックビーチバレー競技金メダリスト。

## 来歴
リオデジャネイロ出身。元々インドアのバレーボール選手で、17歳で出場した1979年のパンアメリカン競技大会バレーボール競技において銅メダルを獲得した。オリンピックには、1980年モスクワオリンピック及び1984年ロサンゼルスオリンピックと二回連続出場しそれぞれ7位となった。
シルバは1986年からビーチバレーボールに注力し、リタ・クロケットとのペアで臨んだビーチバレーボール世界選手権（当時は非公認大会）で優勝を飾った。翌年以降、パートナーを変えながらAVP（全米プロバレーボール協会（英語版））ツアーで5勝し、1994年にはAVPのMVPに輝いた。また同年には新たなパートナーにサンドラ・ピレスを迎え、AVPツアーで3勝をあげた。1995年から1997年にかけて二人は29回のツアーで、優勝12回、準優勝6回、3位入賞10回など輝かしい戦績を残した。1995年と1996年にはFIVBツアーチャンピオンにも輝いた。ハイライトは1996年に正式競技となったアトランタオリンピックビーチバレー競技において、初代金メダリストに輝いたことである。翌1997年にロサンゼルスで開催された公認大会となったビーチバレーボール世界選手権でもシルバ・ピレス組は初代王者となった。
2006年、シルバはバレーボール殿堂入りの栄誉に浴した。